# Le Mesnil-Rouxelin
Le Mesnil-Rouxelin est une commune française, située dans le département de la Manche en région Normandie, peuplée de 470 habitants.

## Géographie
La commune est en Pays saint-lois. Son bourg est à 6 km à l'est de Pont-Hébert, à 4,5 km à l'est de Saint-Lô et à 7,5 km à l'est de Saint-Clair-sur-l'Elle. Il s'est développé autour de la mairie et de l'église dès 1980, et s'est étendu récemment avec la construction de deux lotissements modernes d'environ douze habitations chacun.
Le territoire du Mesnil-Rouxelin est dans le bassin de la Vire, partagé entre les bassins de trois de ses affluents : la Jouenne par un court affluent à l'est, le ruisseau Saint-Martin qui draine une grande moitié nord-ouest et borde le bourg au sud, alimentant plusieurs étangs, et le ruisseau de la Dollée qui collecte les eaux de la partie sud-est par de courts ruisselets.
Le point culminant (137 m) se situe au sud-est, au lieu-dit les Romains. Le point le plus bas (65 m) correspond à la sortie du ruisseau Saint-Martin du territoire, à l'ouest. La commune est bocagère.
La commune se compose du bourg principal et de plusieurs écarts : le Hamel Vallée, les Malaies, la Bourserie, le Moulin du Mesnil, l'Oliverie, Ferme du Mesnil, les Ifs, l'Émélie, les Rondeaux, la Croix au Paillet, la Coquerie, le Bourg d'Enfer, les Vallées Barets, les Vallées, la Barberie, les Romains, le Petit Village, la Détourbe.
| La Meauffe             | Villiers-Fossard   | Villiers-Fossard |
| Saint-Georges-Montcocq | du Mesnil-Rouxelin | La Luzerne       |
| Saint-Georges-Montcocq | Saint-Lô           | Saint-Lô         |

### Hydrographie
La commune est située dans le bassin Seine-Normandie. Elle est drainée par le ruisseau Saint-Martin, le fossé 01 de la Coudraie, le fossé 01 de l'Hôtel Durand et le fossé 03 de la commune de Saint-Lo,,.

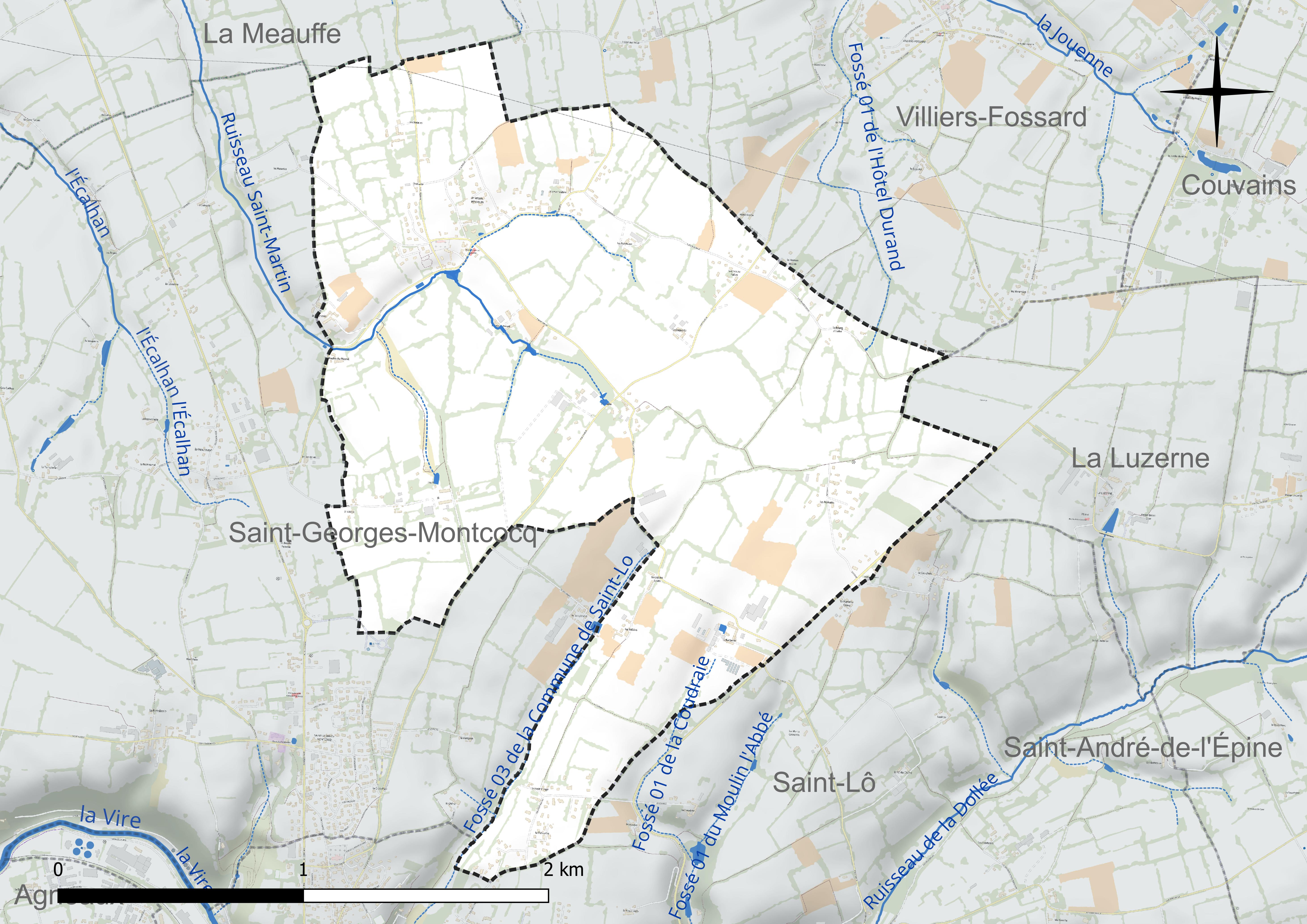
Réseau hydrographique du Mesnil-Rouxelin.

### Climat
Pour des articles plus généraux, voir Climat de la Normandie et Climat de la Manche.
En 2010, le climat de la commune est de type climat océanique franc, selon une étude du CNRS s'appuyant sur une série de données couvrant la période 1971-2000. En 2020, Météo-France publie une typologie des climats de la France métropolitaine dans laquelle la commune est exposée à un climat océanique et est dans la région climatique  Normandie (Cotentin, Orne), caractérisée par une pluviométrie relativement élevée (850 mm/a) et un été frais (15,5 °C) et venté. Parallèlement le GIEC normand, un groupe régional d’experts sur le climat, différencie quant à lui, dans une étude de 2020, trois grands types de climats pour la région Normandie, nuancés à une échelle plus fine par les facteurs géographiques locaux. La commune est, selon ce zonage, exposée à un « climat contrasté des collines », correspondant au Bocage normand, bien arrosé, voire très arrosé sur les reliefs les plus exposés au flux d’ouest, et frais en raison de l’altitude.
Pour la période 1971-2000, la température annuelle moyenne est de 10,7 °C, avec une amplitude thermique annuelle de 11,7 °C. Le cumul annuel moyen de précipitations est de 978 mm, avec 14,4 jours de précipitations en janvier et 8,9 jours en juillet. Pour la période 1991-2020, la température moyenne annuelle observée sur la station météorologique la plus proche, située sur la commune de Condé-sur-Vire à 11 km à vol d'oiseau, est de 11,3 °C et le cumul annuel moyen de précipitations est de 956,7 mm,. Pour l'avenir, les paramètres climatiques de la commune estimés pour 2050 selon différents scénarios d’émission de gaz à effet de serre sont consultables sur un site dédié publié par Météo-France en novembre 2022.

## Urbanisme

### Typologie
Au 1er janvier 2024, Le Mesnil-Rouxelin est catégorisée commune rurale à habitat dispersé, selon la nouvelle grille communale de densité à sept niveaux définie par l'Insee en 2022.
Elle est située hors unité urbaine. Par ailleurs la commune fait partie de l'aire d'attraction de Saint-Lô, dont elle est une commune de la couronne,. Cette aire, qui regroupe 63 communes, est catégorisée dans les aires de 50 000 à moins de 200 000 habitants,.

### Occupation des sols
L'occupation des sols de la commune, telle qu'elle ressort de la base de données européenne d’occupation biophysique des sols Corine Land Cover (CLC), est marquée par l'importance des territoires agricoles (99,1 % en 2018), une proportion identique à celle de 1990 (99,1 %). La répartition détaillée en 2018 est la suivante : prairies (73 %), terres arables (26,1 %), zones urbanisées (0,9 %). L'évolution de l’occupation des sols de la commune et de ses infrastructures peut être observée sur les différentes représentations cartographiques du territoire : la carte de Cassini (XVIIIe siècle), la carte d'état-major (1820-1866) et les cartes ou photos aériennes de l'IGN pour la période actuelle (1950 à aujourd'hui).

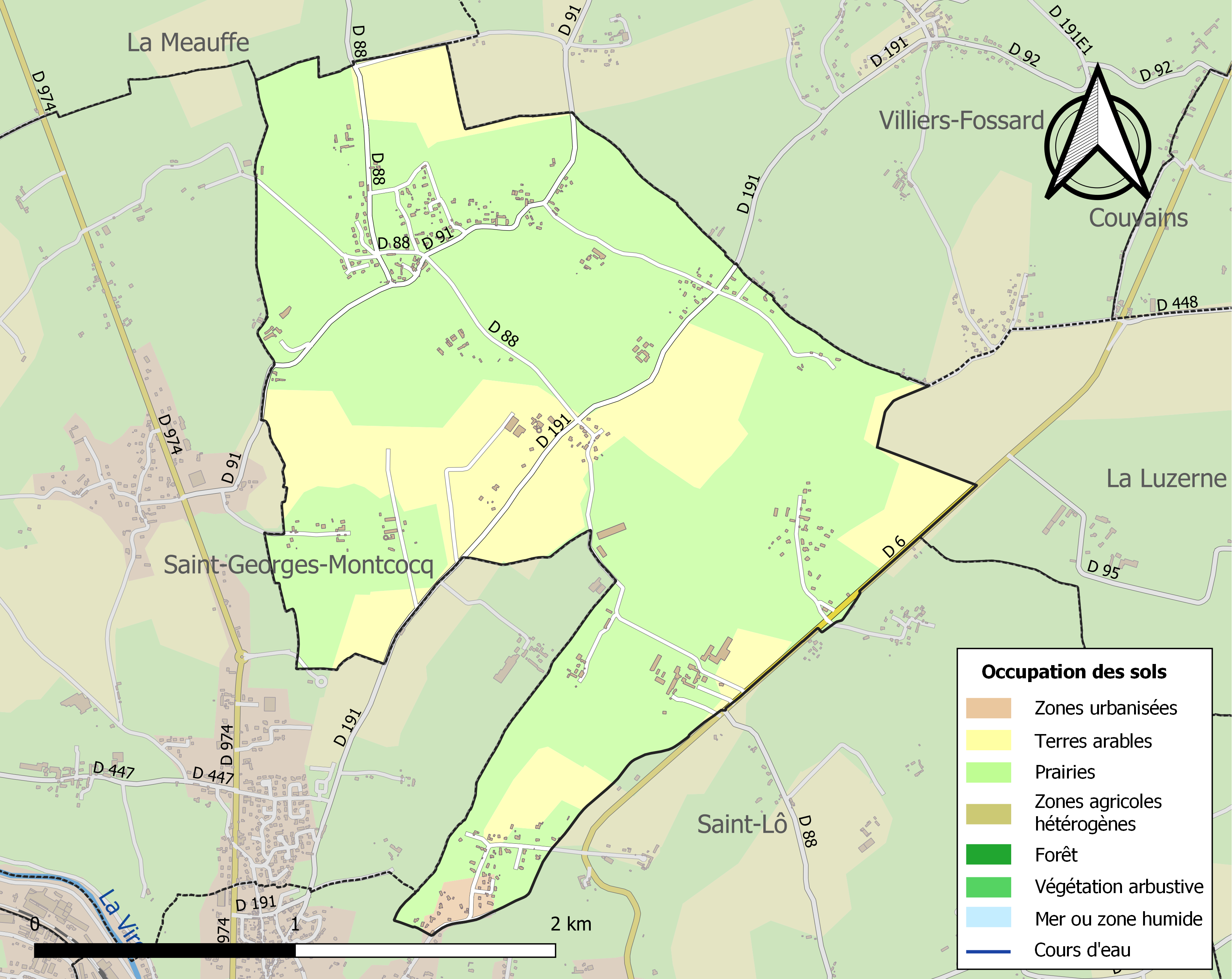
Carte des infrastructures et de l'occupation des sols de la commune en 2018 (CLC).

## Toponymie
Le nom de la localité est attesté sous la forme Mansum Roselini en 1056.
L'ancien français mesnil, « domaine rural », est à l'origine de nombreux toponymes, notamment en Normandie. Rouxelin serait une graphie du patronyme Rousselin, c'est d'ailleurs sous cette dernière forme que le toponyme se prononce.
Le gentilé est Mesnil-Rouxelinais.

### Microtoponymie
Les Rondeaux désignaient en langue d'oïl des petits bosquets ronds.
Le Bourg d'Enfer est une altération phonétique moderne. Sur la carte de Cassini, le hameau est appelé Bordefer.
Les hameaux en Y-ère/-erie sont des habitats ultérieurs, résultant du développement démographique de la Normandie. Ils désignaient la ferme de la famille Y, fondée sur les nouvelles terres obtenues par les grands défrichements des XIe – XIIIe siècle. Les essarts prennent le nom des défricheurs, suivi de la désinence -erie ou -ière. Les autres hameaux en Hôtel / Le / Clos / Pont Maison…Y sont des constructions encore plus tardives, ils désignent la propriété de la famille Y.

## Histoire
En 1064, Geoffroy le Mancel vend la terre du Mesnil-Rouxelin à Osbern, abbé de Saint-Evroult, vente confirmée par le duc Guillaume de Normandie.
Sous l'Ancien Régime, la paroisse faisait partie de la généralité de Caen, de l'élection de Carentan et Saint-Lô en 1612-1636, de Carentan en 1677 puis de Saint-Lô en 1713. Elle dépendait de la sergenterie de Saint-Lô.
En juin et juillet 1944, le territoire de la commune est le théâtre de combats entre troupes allemandes et américaines.

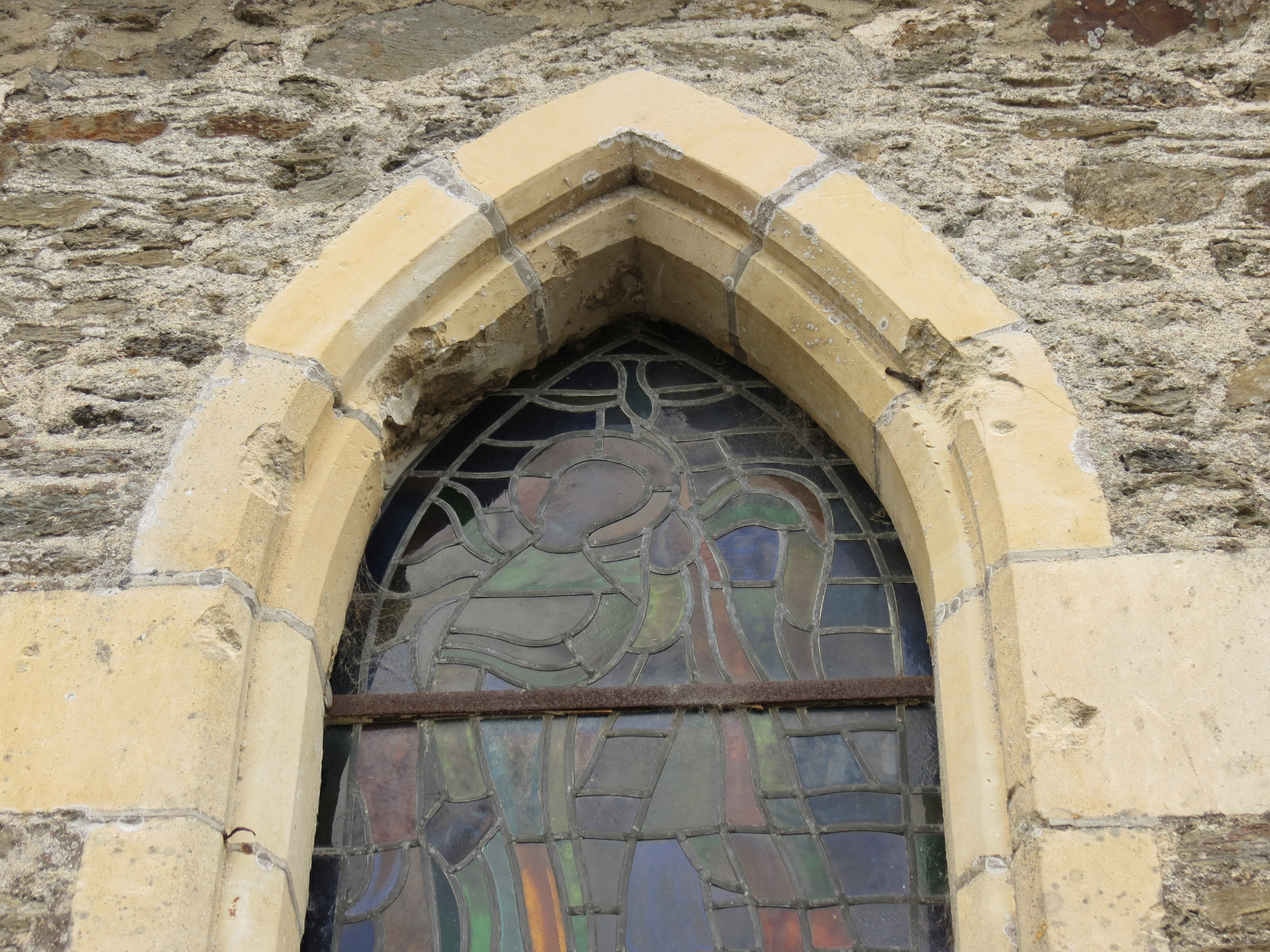
Impacts de balles et d'éclats sur l'église.
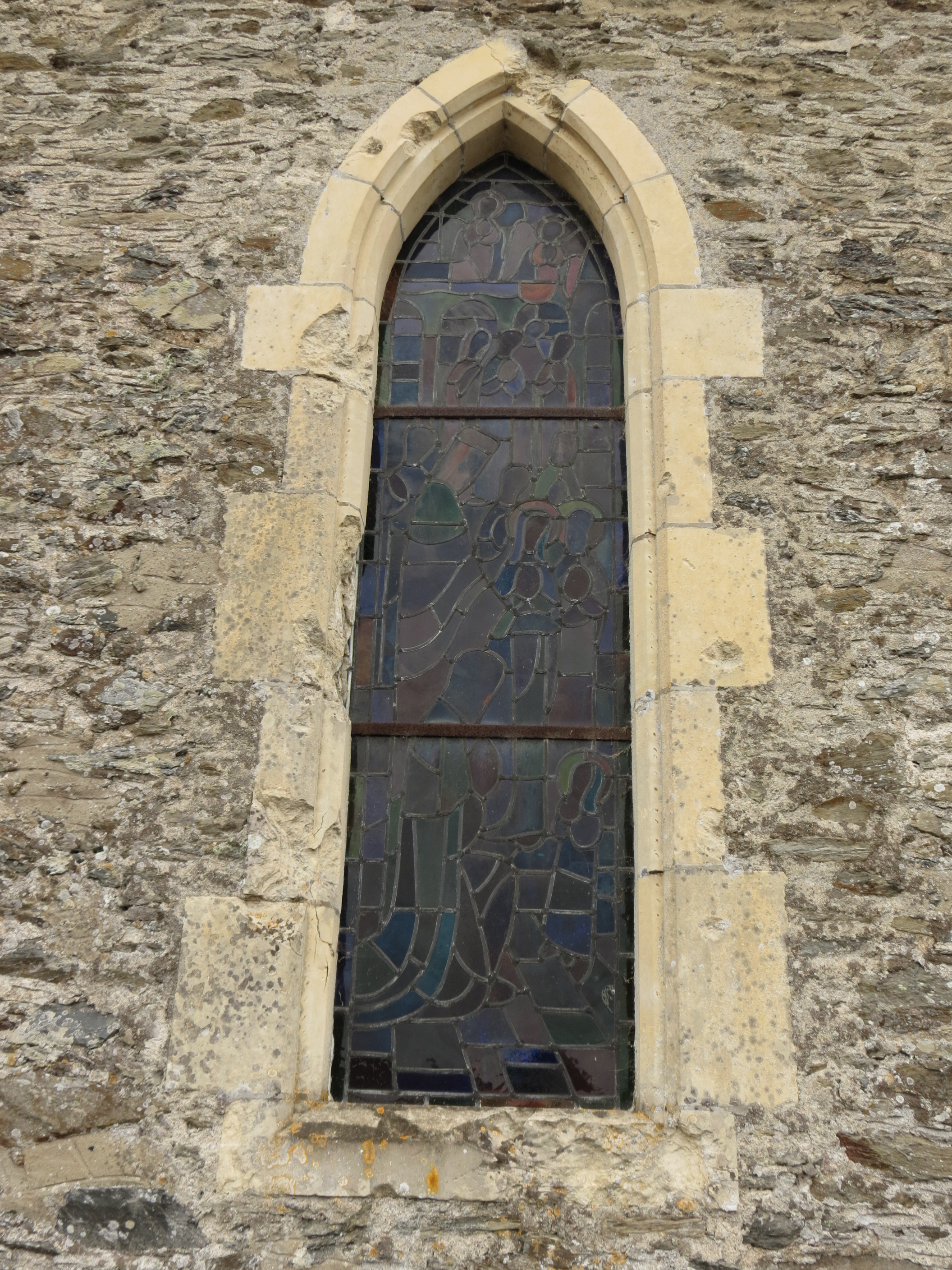
Impacts (sur une fenêtre à lancette de l'église).
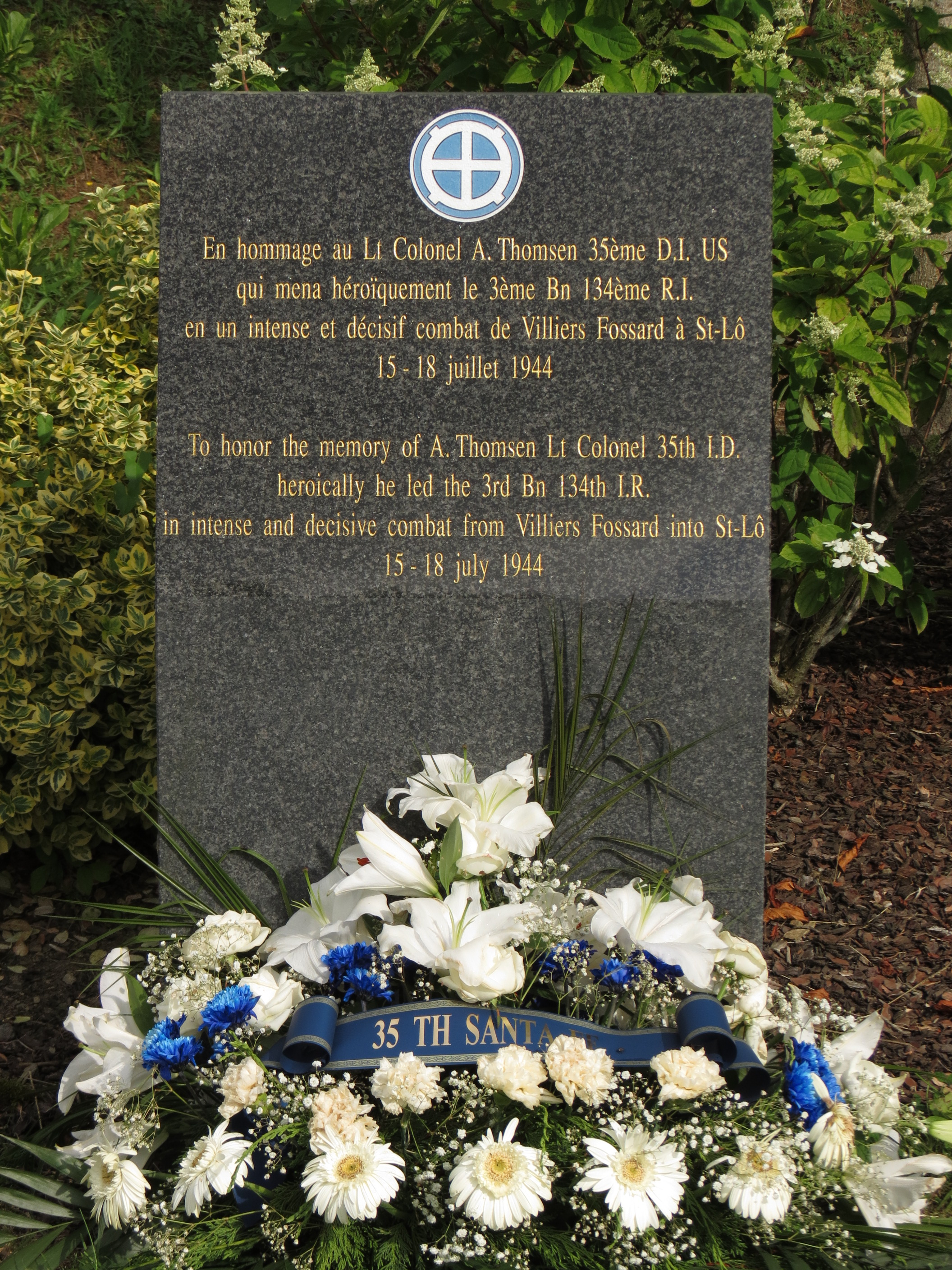
La stèle au 35e Santa Fé.

## Politique et administration
| Période                                  | Période    | Identité           | Étiquette | Qualité                |
| ---------------------------------------- | ---------- | ------------------ | --------- | ---------------------- |
| 1889                                     | 1908       | Denis Surget       |           |                        |
| 1908                                     | 1914       | Prosper Harivel    |           |                        |
| 1914                                     | 1918       | Ferdinand Lefevre  |           | Fait fonction de maire |
| 1918                                     | 1919       | Ferdinand Lefevre  |           |                        |
| 1919                                     | 1944       | Ernest Durand      |           |                        |
| 1945                                     | 1977       | Ferdinand Groualle |           | Agriculteur            |
| 1977                                     | juin 1995  | Henri Villeroy     |           | Agriculteur            |
| juin 1995                                | avril 2014 | Roland Lerouge     | SE        |                        |
| avril 2014                               | mai 2020   | Muriel Housset     | SE        | Employée               |
| mai 2020                                 | En cours   | Philippe Richomme  | SE        | Retraité de la banque  |
| Les données manquantes sont à compléter. |            |                    |           |                        |

Le conseil municipal est composé de quinze membres dont le maire et trois adjoints.

## Démographie
L'évolution du nombre d'habitants est connue à travers les recensements de la population effectués dans la commune depuis 1793. Pour les communes de moins de 10 000 habitants, une enquête de recensement portant sur toute la population est réalisée tous les cinq ans, les populations de référence des années intermédiaires étant quant à elles estimées par interpolation ou extrapolation. Pour la commune, le premier recensement exhaustif entrant dans le cadre du nouveau dispositif a été réalisé en 2006.
En 2022, la commune comptait 470 habitants, en évolution de −8,74 % par rapport à 2016 (Manche : −0,31 %, France hors Mayotte : +2,11 %).
| 1793 | 1800 | 1806 | 1821 | 1831 | 1836 | 1841 | 1846 | 1851 |
| ---- | ---- | ---- | ---- | ---- | ---- | ---- | ---- | ---- |
| 202  | 229  | 250  | 402  | 415  | 381  | 363  | 373  | 367  |

| 1856 | 1861 | 1866 | 1872 | 1876 | 1881 | 1886 | 1891 | 1896 |
| ---- | ---- | ---- | ---- | ---- | ---- | ---- | ---- | ---- |
| 329  | 300  | 302  | 320  | 292  | 314  | 281  | 290  | 279  |

| 1901 | 1906 | 1911 | 1921 | 1926 | 1931 | 1936 | 1946 | 1954 |
| ---- | ---- | ---- | ---- | ---- | ---- | ---- | ---- | ---- |
| 242  | 273  | 248  | 246  | 229  | 263  | 248  | 258  | 237  |

| 1962 | 1968 | 1975 | 1982 | 1990 | 1999 | 2006 | 2011 | 2016 |
| ---- | ---- | ---- | ---- | ---- | ---- | ---- | ---- | ---- |
| 271  | 278  | 242  | 310  | 387  | 440  | 480  | 518  | 515  |

| 2021 | 2022 | - | - | - | - | - | - | - |
| ---- | ---- | - | - | - | - | - | - | - |
| 480  | 470  | - | - | - | - | - | - | - |

## Économie
La commune se situe dans la zone géographique des appellations d'origine protégée (AOP) Beurre d'Isigny et Crème d'Isigny.
Commune péri-urbaine, les seules activités économiques au Mesnil-Rouxelin sont les exploitations agricoles. L'école primaire a été fermée en 1999.

## Lieux et monuments

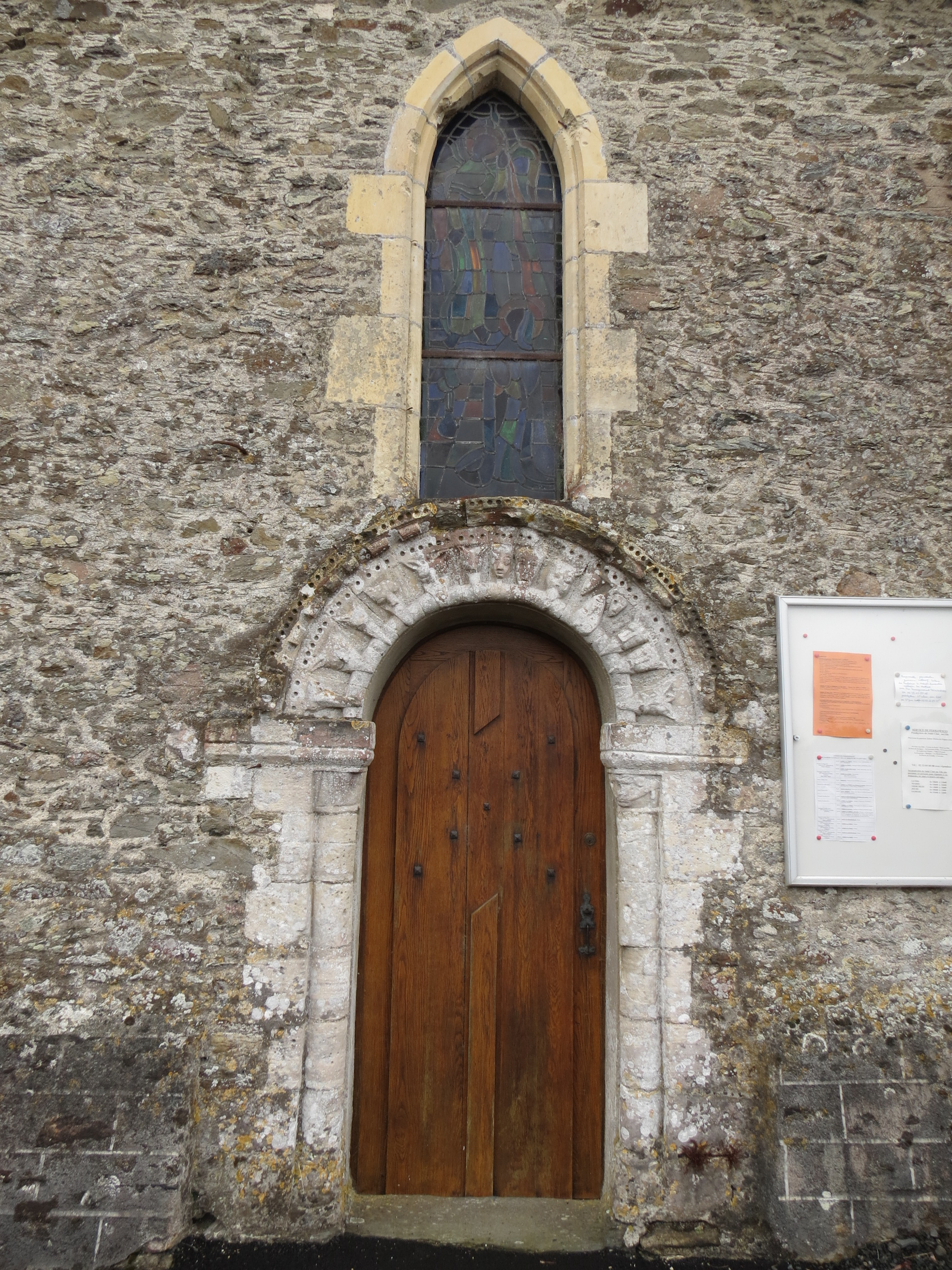
La porte romane de l'église Notre-Dame.

- Église Notre-Dame (XIe – XVe siècle) avec sa porte romane (XIe) et ses fenêtres lancéolées du XVe. Elle abrite un autel du XVIIIe en bois polychrome, deux tapisseries du XVIIe représentant une scène de chasse et une verdure aux canards, deux statues de granit de la Vierge et saint Jean de part et d'autre de l'autel, depuis 1980, à la demande de l'abbé Lelégard. Elles étaient auparavant sur la façade extérieure de part et d'autre de la porte, des fonts baptismaux du XIXe, les tableaux la Déploration et l'Assomption du XVIIIe[23].
- Le calvaire avec dé et croisillon date du XVIIe siècle.
- La ferme-manoir de la Barberie (XVIe – XVIIe siècles) avec charterie à trois arcades et deux escaliers extérieurs en pierre abritant une ferme-auberge.
- Le prieuré des Vallées Barret (XVIe – XVIIe siècles) avec charterie à trois arcades et deux portes avec linteaux de schiste et impostes.
- Le prieuré des Ifs (XVIe – XVIIe siècles) avec un pigeonnier carré à haute toiture encore en état.
- Deux ifs dans le cimetière.

## Personnalités liées à la commune
- Georges Lefranc (1904 au Mesnil-Rouxelin - 1985), historien.